# Carl Hård af Segerstad (1591–1653)
Carl Hård af Segerstad, född den 26 februari 1591 på Stora Segerstad i Reftele socken, död den 21 september 1653 på Skämningsfors i Brandstorps socken, var en svensk militär och ämbetsman. Han var son till Olof Hård af Segerstad och far till Carl Hård af Segerstad.

## Biografi
Hård af Segerstad blev uppvaktare hos hertig Gustaf Adolf 1606. Han reste 1609 till Frankrike, Spanien och Holland, varefter han gick i fransk krigstjänst. Hård af Segerstad återkom till Sverige 1619 och blev fänrik under Erik Hand samma år. Han blev fänrik vid hovregementet (Mansfelds regemente) 1620 och löjtnant där 1621. Hård af Segerstad blev kaptenlöjtnant vid Kunglig Majestäts drabanter och livgarde 1622 och kapten med eget kompani samma år. Han befordrades till överstelöjtnant vid Kronobergs regemente 1626, men tog avsked därifrån 1628.
Hård af Segerstad blev överste för ett regemente Västgöta fotfolk 1630 och deltog med detta i trettioåriga kriget 1630–1635. Under den perioden var han tidvis kommendant i Frankfurt an der Oder och Schweinfurt. Hård af Segerstad blev den förste på den nyinrättade posten som riksjägmästare 1635. Han erhöll avsked 1645 och utnämndes samtidigt till landshövding i Jämtland, Medelpad och Ångermanland, men tillträdde aldrig utan tog helt och hållet avsked från kronans tjänst och levde som privatman på sina gods.